# Mitfahrzentrale

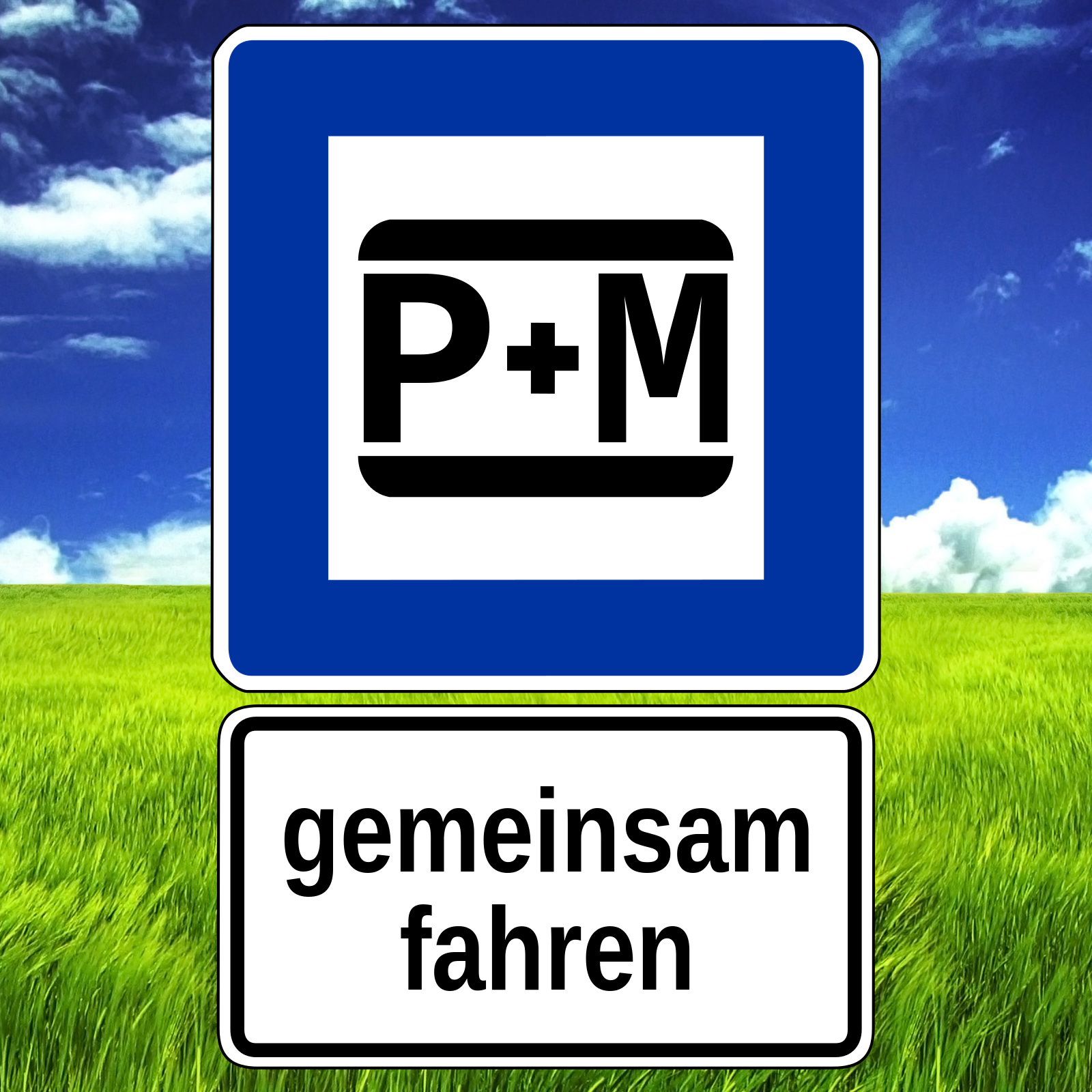
Verkehrsschild zur Aufforderung, gemeinsam zu fahren. Solche und ähnliche P%2BM-Parkplatz-Schilder werden teilweise von Gemeinden selbst kreiert

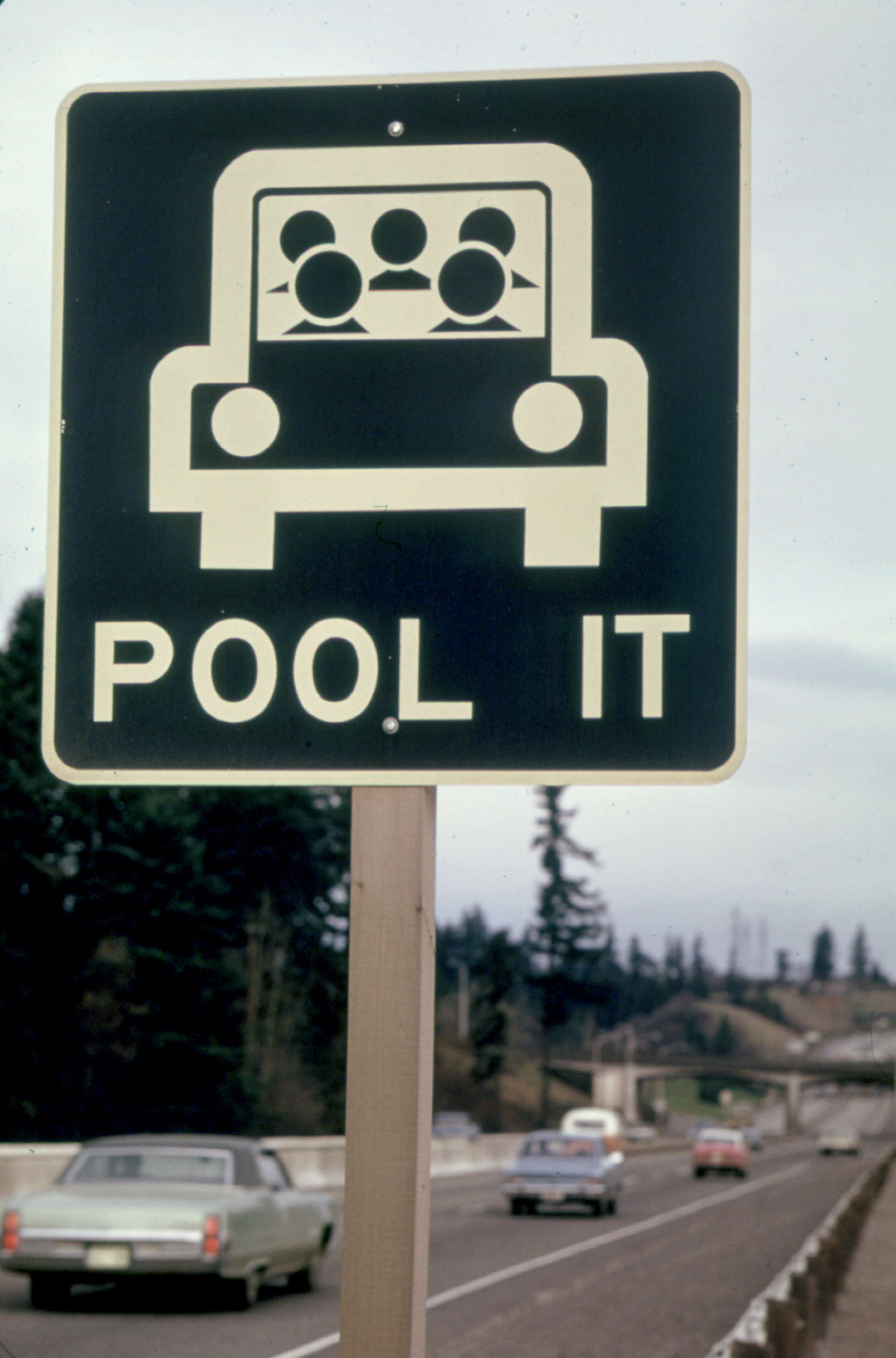
Schild in den USA, das zur Bildung von Fahrgemeinschaften auffordert, 1974

Mitfahrzentralen (auch Mitfahrdienste) sind Organisationen, die Fahrgemeinschaften (auch Mitfahrgelegenheiten) vermitteln. Diese Fahrgemeinschaften erfolgen überwiegend per PKW, wenngleich sich auch Mitfahrzentralen für Bahn und Flugzeug finden lassen.

## Geschichte und Begriff
Die Geschichte von Mitfahrzentralen ist durch den Wandel der Nachfrage nach Fahrgemeinschaften, deren staatlicher Förderung und durch die Entwicklung der der Vermittlung zugrundeliegenden Technologie geprägt. Während der Betrieb von PKW-Mitfahrzentralen früher vornehmlich für den täglichen Arbeitsweg und somit für Gruppen von Arbeitskollegen konzipiert war und politisch gefördert wurde, so vermitteln moderne Mitfahrzentralen häufig private, in der Regel irregulär auftretende bzw. irregulär zusammengesetzte Fahrgemeinschaften für typischerweise weite Strecken unter einander nicht näher verbundenen Personen.
Der Beginn der Geschichte von organisierten Fahrgemeinschaftsvermittlungen wird in der Literatur häufig auf das Jahr 1942 datiert. Am 1. Dezember war in den USA die Benzinrationierung in Kraft getreten. Daher begannen eine umfangreiche Förderung zur Bildung von Fahrgemeinschaften, um Benzin für die Kriegsanstrengungen zu sparen. Dafür wurde auch mit dem Slogan geworbene „Wenn du allein fährst,fährst du mit Hitler!“. Mit der zunehmenden Motorisierung der Gesellschaft wandelte sich der PKW jedoch wieder zu einem Individualverkehrsmittel.
Als amerikanische Großunternehmen in den 1960er-Jahren begannen, zur Verringerung von Staus in Gewerbegebieten und zur Einsparung von Firmenparkplätzen hauseigene Mitfahrzentralen zu betreiben, rückte die gezielte Bildung von Fahrgemeinschaften wieder vermehrt in den Fokus der Öffentlichkeit. Die Zuordnung erfolgte zu dieser Zeit noch durch das Sammeln von Personendaten und das händische Zuordnen kompatibler Partner.
Als Reaktion auf die Energie- und Ölkrisen der 1970er-Jahre unterstützte die US-amerikanische Regierung die organisierte Bildung von Fahrgemeinschaften u. a. durch die Einrichtung von Fahrgemeinschaftsspuren („High-occupancy vehicle lane“) und durch entsprechende Gesetzgebung. Ähnliche Bemühungen zur Förderung von Fahrgemeinschaften fanden sich in der Folgezeit auch in Deutschland. Zu dieser Zeit entstanden auch die ersten kommerziellen, eigenständig agierenden Telefon-Mitfahrzentralen. Die Frühphase des Internets ermöglichte schließlich den Betrieb digitaler schwarzer Bretter und erster automatisierter Zuordnungsalgorithmen.
Das moderne Verständnis einer Mitfahrzentrale wird insbesondere durch Online-Mitfahrzentralen wie dem französischen Anbieter BlaBlaCar oder dem früheren deutschen Anbieter Mitfahrgelegenheit.de geprägt. Diese können der Sharing Economy zugeordnet werden. Auf Basis dieses Verständnisses definiert Lukesch Online-Mitfahrzentralen als Organisationen, deren Zweck darin besteht, „Gruppen von Personen, die sich […] zur gemeinsamen Nutzung eines PKW für private Zwecke auf Basis fahrerveranlasster Planung zusammenschließen (möchten)“ zu vermitteln.
In neuerer Zeit wurden auch Konzepte für die spontane Vermittlung von Fahrgemeinschaften entwickelt (engl. dynamic ridesharing). Im Gegensatz zu den bisher besprochenen Mitfahrzentralen, bei denen Fahrgemeinschaften typischerweise mit längerem Vorlauf geplant werden, werden im „dynamic ridesharing“ Fahrgemeinschaften vermittelt, deren Teilnehmer bereits im Straßenverkehr unterwegs sind (bspw. als (Kfz-)Fahrer, Taxi-Nutzer oder Fußgänger). Die Vermittlung erfolgt dabei mithilfe mobiler Kommunikationsgeräte zwischen den bei der Mitfahrzentrale registrierten Benutzern. Durch einen Netzwerkdienst wird eine automatische Vermittlung von passenden Angeboten und Nachfragen hergestellt. Die Wegstrecken werden so optimiert, dass die Abweichung von der ursprünglich geplanten Route des Fahrers minimal wird. Nach Art eines Navigationssystems wird für den Fahrer der Umweg zum Treffpunkt unmittelbar nach der Vermittlung ermittelt. Oft wird auch durch GPS-fähige Endgeräte die Position verfolgt, sodass die Standorte der Teilnehmer automatisch erkannt werden.

## Funktionsweise

### Vermittlung
Um kompatible Fahrer-Mitfahrer-Gruppen zu bilden, ist die Sammlung von Informationen zu Angebot („Welcher Fahrer fährt wann zu welchem Preis wohin?“) und Nachfrage („Welche Mitfahrer möchten wann wohin mitfahren?“) nötig. Ohne das Mitwirken einer Mitfahrzentrale kann dieser Informationsaustausch bspw. lokal über schwarze Bretter (z. B. in Büros, Vereinen, Universitäten) erfolgen. Da diese Form des Informationsaustauschs mühsam sein kann, bieten Mitfahrzentralen an, Angebote und Gesuche zu sammeln und einen Kontakt zwischen passenden Fahrern und Mitfahrern herzustellen. Mit dem Wachstum des Kundennetzwerks steigt somit auch die Erfolgswahrscheinlichkeit einer Zuordnung.
Um den Vermittlungsprozess anzustoßen, müssen die Nutzer zunächst Informationen zu ihrer Fahrt bzw. ihrem Fahrtwunsch bei der Mitfahrzentrale abgeben (Start-/Zielort, Datum, Uhrzeit etc.). Diese Informationen werden in einer Datenbank gesammelt. Mithilfe von Matching-Algorithmen erfolgt daraufhin die Ermittlung kompatibler Paare. Passen zwei Interessenten zusammen, so wird ihnen die Möglichkeit zur Kontaktaufnahme gegeben (z. B. über das Nachrichtensystem der Mitfahrzentrale oder per Handynummer). Die Herstellung eines Kontakts lässt sich die Mitfahrzentrale typischerweise durch die Erhebung einer Vermittlungsgebühr bezahlen. Es existieren jedoch auch andere Geschäftsmodelle, bspw. kostenfreie, durch Werbung finanzierte Angebote, Abonnements, Nutzungsgebühren etc.
Neben einzelnen Mitfahrzentralen existieren auch Portalangebote, die die Angebote mehrerer Einzelanbieter bündeln und über eine Meta-Suchmaschine zugänglich machen.

### Fahrtgeld
Mitfahrer entrichten dem Fahrer nach der erfolgreichen Fahrtdurchführung typischerweise ein Entgelt, um sich an den Kosten der Fahrgemeinschaftsdurchführung zu beteiligen. Bei internetbasierten Mitfahrzentralen gibt der Fahrer die Höhe der Kostenbeteiligung bereits bei der Angabe seiner Reiseinformationen vor, so dass interessierte Mitfahrer die unterschiedlichen „Preise“ mehrerer kompatibler Fahrer noch vor der Kontaktaufnahme vergleichen können. Zumeist wird die Höhe der Kostenbeteiligung von der Mitfahrzentrale an die zu überwindende Distanz geknüpft.

## Spontane Vermittlung
Neuere Konzepte für die spontane Vermittlung von Fahrgemeinschaften (englisch Dynamic ridesharing) werden über mobile Geräte wie Smartphones oder Navigationssysteme umgesetzt. Hier sind die Teilnehmer bereits im Straßenverkehr unterwegs.
Ein solcher Dienst muss mindestens zwei Funktionen bieten:
- Bildung von spontanen Fahrgemeinschaften mithilfe von mobilen Kommunikationsgeräten zwischen registrierten Benutzern.
- Automatische Vermittlung von passenden Angeboten und Nachfragen durch einen Netzwerkdienst. Die Wegstrecken werden so optimiert, dass die Abweichung von der ursprünglich geplanten Route des Fahrers minimal wird.

Weitere mögliche Leistungen:
- Automatische Entrichtung des streckenabhängigen Fahrpreises an den Fahrer vom Konto des Mitfahrers abzüglich einer Vermittlungsgebühr.
- Angabe des Umwegs zum Treffpunkt für den Fahrer unmittelbar nach der Vermittlung, nach Art eines Navigationssystems.
- Positionsverfolgung durch GPS-fähige Endgeräte, sodass die Standorte der Teilnehmer automatisch erkannt werden.
- Möglichkeit der Aufteilung einer Wegstrecke auf mehrere Fahrzeuge, sodass ein Mitfahrer umsteigen kann.

Ein solches Angebot stellte bis Ende 2018 Flinc zur Verfügung.

## Motivation
Die Motivation eines Nutzers, sich für die Vermittlung einer Fahrgemeinschaft an eine Mitfahrzentrale zu wenden, kann unterschiedlich begründet sein. In nicht-erschöpfender Form seien folgende Gründe genannt:
- Mitfahrer beteiligen sich typischerweise anteilig an den Fahrtkosten („Fahrtgeld“, „Benzingeld“), die aus ihrer Sicht niedriger als alternative Fahrtpreise (z. B. Bus, Bahn, „alleine fahren“) sein können und aus Sicht des Fahrers zur Kostendeckung seiner ohnehin geplanten Fahrt beitragen.
- Je nach Güte der Zuordnung können Mitfahrer ihren Zielort mit geringeren Umständen (z. B. Anfahrt der straßengenauen Zieladresse anstatt des Zielbahnhofs; eventuell geringere Notwendigkeit zum Umsteigen) als mit einem alternativen Transportmodus erreichen.
- Wenn alternative Transportmodi kein (attraktives) Angebot machen können (z. B. Bahnstreik, Pilotenstreik), gewinnt die Nutzung von Mitfahrzentralen an Attraktivität.
- Die Fahrgemeinschaftsbeteiligten sorgen für eine stärkere Ausnutzung der Fahrzeugkapazität. Dies ist im Sinne des Umweltschutzes wirksam, solange die Mitfahrer dadurch darauf verzichten, ihr eigenes Auto zu verwenden.
- Das In-Kontakt-Treten mit (fremden) Personen während der Fahrt kann als unterhaltsam wahrgenommen werden.

## Rechtsstatus
Bei der Vereinbarung einer Fahrgemeinschaft, für die vom Mitfahrer eine Kostenbeteiligung erbracht wird, kann im Regelfall ein Rechtsbindungswille angenommen werden. Der Rechtsstatus der Mitfahrgelegenheit geht damit über eine Gefälligkeitsleistung hinaus, wie dies bei der Mitnahme von Anhaltern der Fall wäre. Damit kann jede Abweichung von der Mitfahrvereinbarung rechtliche Konsequenzen nach sich ziehen, beispielsweise durch Abweichen von den vereinbarten Leistungen (Reiseziel, Kosten, Nichterscheinen am vereinbarten Treffpunkt (englisch no-show)). Der geschädigten Partei stehen unter Umständen Schadenersatzansprüche zu.

## Atypische Mitfahrzentralen
Neben der Vermittlung von PKW-Fahrgemeinschaften finden sich in jüngerer Zeit auch weitere Formen von Mitfahrzentralen:
- Nach Einführung des für bis zu fünf Personen in ganz Deutschland gültigen Wochenendtickets und ähnlich gestalteter Ländertickets entwickelten sich auch im Bahnreiseverkehr Mitfahrtzentralen.
- Unternehmen wie Wingly bieten im Stil einer Mitfahrzentrale die Möglichkeit, die Kapazität eines Flugzeugs privat zu vermarkten. Solche Firmen werden auch als „Mitflugzentralen“ bezeichnet.